# Desarme y sabores
Desarme y sabores es un disco editado de la banda argentina Fun people.
Estas son algunas grabaciones de toda época más vieja y cosas nuevas que nos parecen lindas ponerlas y guardarlas en este compacto, que en su comienzo fue 7", K7 y otras canciones fueron incluidas por el demo '91, "anabelle '93.

## Temas
- 1- Desarme
- 2- Rompan todo
- 3- Never digas morir
- 4- Anabelle
- 5- Libre al fin
- 6- Fácil venir
- 7- Barefoot
- 8- Stay Free
- 9- Hunt
- 10- Give You Help
- 11- Animo
- 12- Badman
- 13- Mala influencia
- 14- Masticar
- 15- Sin color
- 16- Jeff Phillips/Sabor a mi/Kiss me
- 17- B.O.A.O.
- 18- Animo
- 19- Opciones
- 20- Autoagresión
- 21- Estoy a tu lado
- 22- Submerge
- 23- Sin color
- 24- Eres ciego
- 25- Dímelo
- 26- Boicot antinatural
- 27- La balada de Morbid Dick
- 28- A Jhonathan tributo

## Fecha técnica
Del tema 1 al 5 originalmente venían en un 7", del 6 al 14 acústicos en programa de radio, del 15 al 17 en vivo fireside bowl (Chicago), y del 18 al 28 temas de demos.
- Datos: Q5803738